# Les Maîtres du jeu
Pour les articles homonymes, voir Le Maître du jeu.
Pour plus de détails, voir Fiche technique et Distribution.
Les Maîtres du jeu (Shade) est un film américain écrit et  réalisé par Damian Nieman en 2003. Il met en scène un groupe de trois escrocs de Los Angeles prêts à tout pour faire fortune en jouant au poker.

## Synopsis
Dans l'univers des clubs de poker de Los Angeles, le poker déchaîne les passions.
Vernon est l'un des meilleurs dans la partie. Solitaire, roi du trucage de cartes, il sait que le fait de gagner ne dépend pas autant du hasard qu'on veut bien le dire.
Miller et la superbe Tiffany ne sont pas des débutants, eux non plus... Ces trois joueurs vont s'associer pour plumer le maître, The Dean. Personne ne lui a jamais rien pris sur un tapis vert...

## Fiche technique
- Titre : Les Maîtres du jeu
- Titre original : Shade
- Réalisation : Damian Nieman
- Scénario : Damian Nieman
- Musique : James Johnzen
- Photographie : Anthony B. Richmond
- Montage : Scott Conrad et Glenn Garland
- Production : Merv Griffin, Chris Hammond, Ted Hartley et David Schnepp
- Société de production : Cobalt Media Group, Hammond Entertainment, Judgement Pictures, Merv Griffin Entertainment, Omen Pictures et RKO Pictures
- Société de distribution : Metropolitan Filmexport (France) et DEJ Productions (États-Unis)
- Pays de production :  États-Unis
- Genre : Thriller
- Durée : 101 minutes
- Dates de sortie : 
  - États-Unis : 25 avril 2003 (USA Film Festival), 9 mai 2004
  - France : 14 juillet 2004

## Distribution
- Sylvester Stallone (VF : Alain Dorval) : Dean « The Dean » Stevens
- Thandie Newton (VF : Brigitte Berges) : Tiffany
- Gabriel Byrne (VF : Gabriel Le Doze) : Charles Miller
- Stuart Townsend (VF : Jean-Pierre Michaël) : Vernon
- Melanie Griffith (VF : Dorothée Jemma) : Eve
- Roger Guenveur Smith (VF : Marc Saez) : Marlo
- Jamie Foxx (VF : Greg Germain) : Larry Jennings
- Bo Hopkins (VF : Hervé Jolly) : Scarne
- Patrick Bauchau (VF : Bernard Alane) : Malini
- Hal Holbrook (VF : Marc Cassot) : Professeur
- Mark Boone Junior (VF : Sylvain Lemarié) : Leipzig